# Samtgemeinde Bevensen-Ebstorf
La Samtgemeinde Bevensen-Ebstorf est une Samtgemeinde, c'est-à-dire une forme d'intercommunalité de Basse-Saxe, de l'arrondissement d'Uelzen, au nord de l'Allemagne. Elle regroupe 13 municipalités.

## Source, notes et références
- (de) Cet article est partiellement ou en totalité issu de l’article de Wikipédia en allemand intitulé « Samtgemeinde Bevensen-Ebstorf » (voir la liste des auteurs).